# Galaxea longisepta
Galaxea longisepta is een rifkoralensoort uit de familie van de Euphylliidae. De wetenschappelijke naam van de soort is voor het eerst geldig gepubliceerd in 2002 door Fenner & Veron.